# Szalwa Cereteli
Szalwa Otari dze Cereteli (gruz. შალვა ოთარის ძე წერეთელი; ros. Шалва Отарович Церетели, Szałwa Otarowicz Cereteli; ur. 1894 w Saczchere, zm. 15 listopada 1955 w Tbilisi) – funkcjonariusz NKWD, generał porucznik, I zastępca ludowego komisarza bezpieczeństwa państwowego Gruzińskiej SRR (1941-1943), zastępca ministra bezpieczeństwa państwowego Gruzińskiej SRR (1948-1949 i 1953).

## Życiorys
Urodził się w szlacheckiej rodzinie wiejskiego nauczyciela (zmarłego w 1896), pracował jako robotnik na stacji kolejowej w Zestaponi, gdzie został następnie ślusarzem, później pracował w kopalni w Cziaturze. W czerwcu 1914 został wcielony do rosyjskiej armii, w 1915 wzięty do austriackiej niewoli, od grudnia 1915 do marca 1916 chorąży w Gruzińskim Legionie w Samsunie. W macu 1919 został aresztowany i osadzony w więzieniu w Tbilisi, skąd w czerwcu 1920 zbiegł i dołączył do komunistycznych partyzantów, po czym został dowódcą oddziału partyzanckiego w rejonie Gori. Wstąpił też do partii bolszewickiej. W 1920 został aresztowany za zabójstwo, jednak uniewinniony przez sąd z powodu "działania w obronie własnej". Od 1920 funkcjonariusz Czeki w anektowanej przez Rosję sowiecką Gruzji, od listopada 1920 do lutego 1921 był komenderowany służbowo do Trapezuntu w Turcji, w 1926 do Stambułu, a w 1927 do Iranu. W 1931 został szefem jednego z oddziałów Wydziału Specjalnego GPU Gruzińskiej SRR, a od listopada 1932 do 13 stycznia 1939 był szefem Zarządu Milicji Robotniczo-Chłopskiej GPU/NKWD Gruzińskiej SRR i jednocześnie od 1937 pomocnikiem ludowego komisarza spraw wewnętrznych Gruzińskiej SRR ds. milicji. Następnie został przeniesiony do moskiewskiej centrali NKWD na stanowisko I zastępcy szefa 3 Wydziału Specjalnego NKWD ZSRR, w kwietniu 1941 krótko pełnił funkcję szefa Wydziału do Walki z Bandytyzmem NKWD ZSRR, a od 29 kwietnia do 15 sierpnia 1941 I zastępcy ludowego komisarza bezpieczeństwa państwowego Gruzińskiej SRR. Od 15 sierpnia 1941 do maja 1943 I zastępca ludowego komisarza spraw wewnętrznych Gruzińskiej SRR i jednocześnie szef Wydziału 4 NKWD Gruzińskiej SRR w stopniu starszego majora, a od 14 lutego 1943 komisarza bezpieczeństwa państwowego III rangi. Od 28 sierpnia 1943 do 25 czerwca 1948 ponownie I zastępca ministra bezpieczeństwa państwowego Gruzińskiej SRR, od 9 lipca 1945 w stopniu generała porucznika (ponownie na tym stanowisku od 27 maja do 15 lipca 1953), a od 25 czerwca 1948 do 17 października 1949 zastępca ministra spraw wewnętrznych Gruzińskiej SRR i równocześnie dowódca Wojsk Pogranicznych Okręgu Gruzińskiego. Współpracownik Ławrientija Berii. W 1939 wraz z Lwem Włodzimirskim, Wieniaminem Gulstem i Aleksandrem Mironowem brał udział w zamordowaniu byłego przedstawiciela pełnomocnego ZSRR w Chinach, kombriga Iwana Bowkun-Ługańca i jego żony. W sierpniu 1953 zwolniony z MWD ZSRR ze względu na nieprzydatność do służby, 13 września 1953 aresztowany, 19 września 1955 skazany przez Izbę Wojskową Sądu Najwyższego ZSRR w Tbilisi na karę śmierci, następnie rozstrzelany. Nie został zrehabilitowany.